# 卡拉克 (約旦)
卡拉克（阿拉伯语：‎，旧称）是約旦的城市，位於該國西部，为卡拉克省首府，距離首都安曼140公里，面積765平方公里，最高點海拔高度930米，該鎮自鐵器時代有人類居住，2003年人口21,678人。该地以十字军城堡出名。一般认为此地即《圣经》中所说的“摩押的吉珥”。

## 圖片

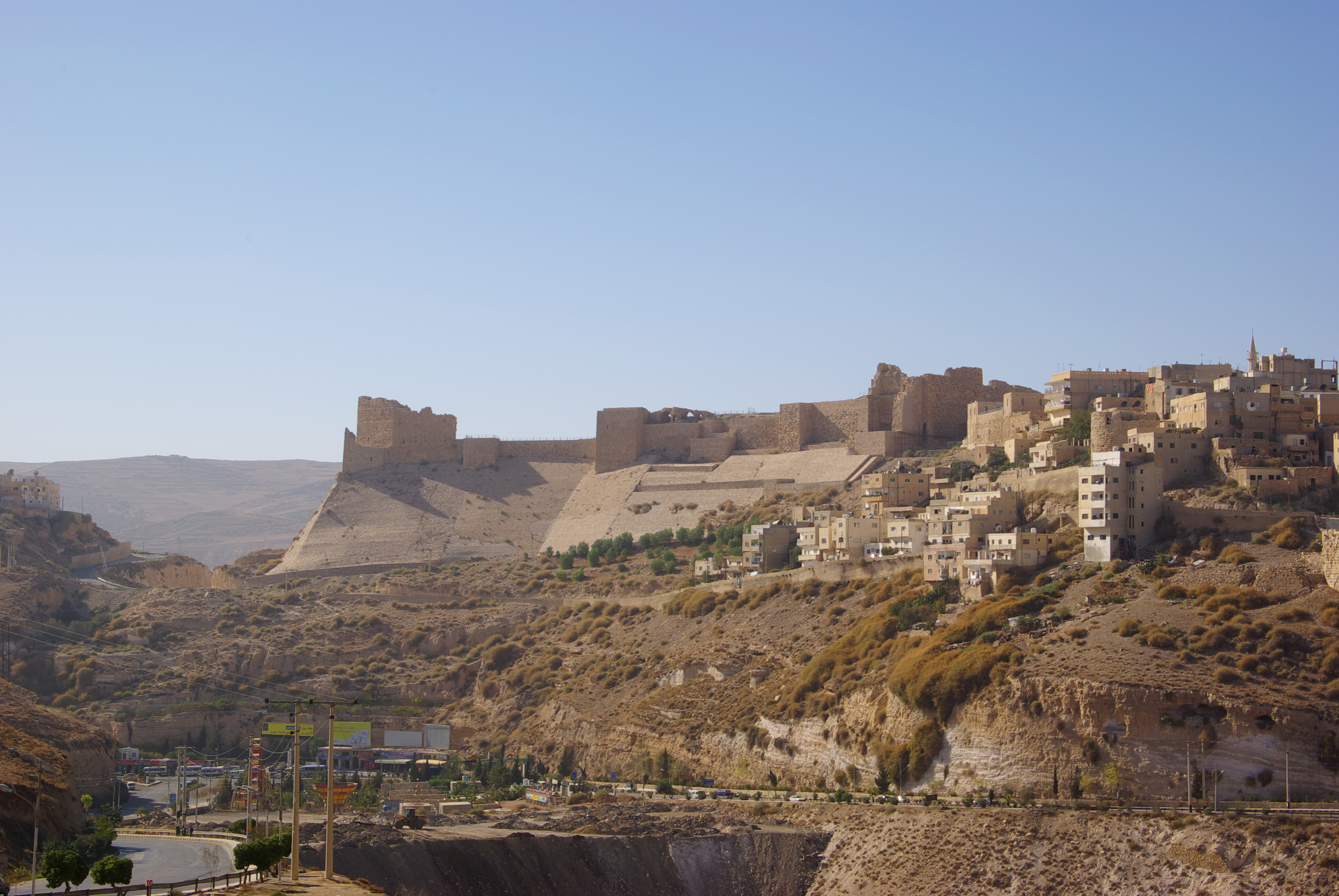
Karak is known for its crusader castle, one of the largest castles in the region
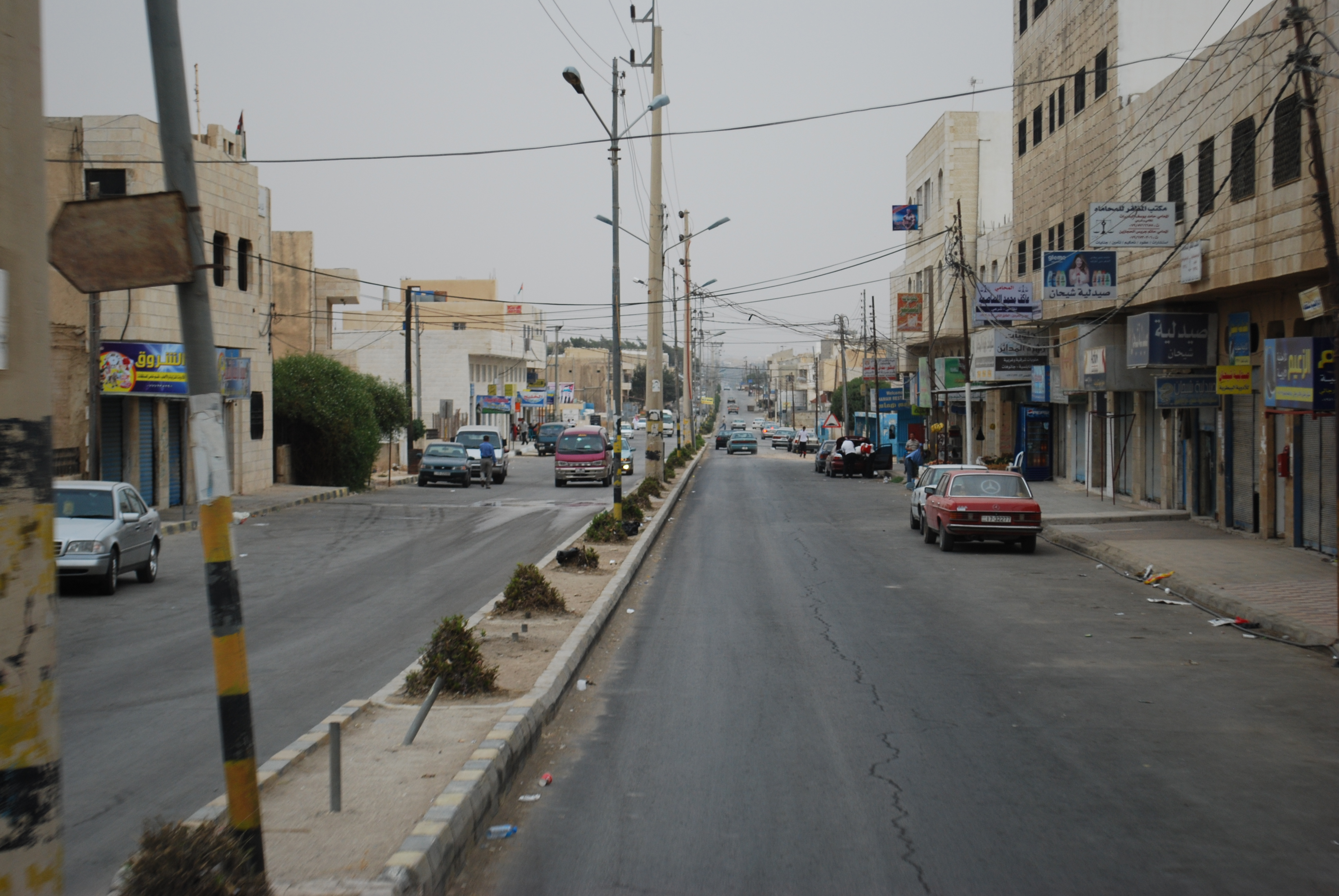
卡拉克市的街道
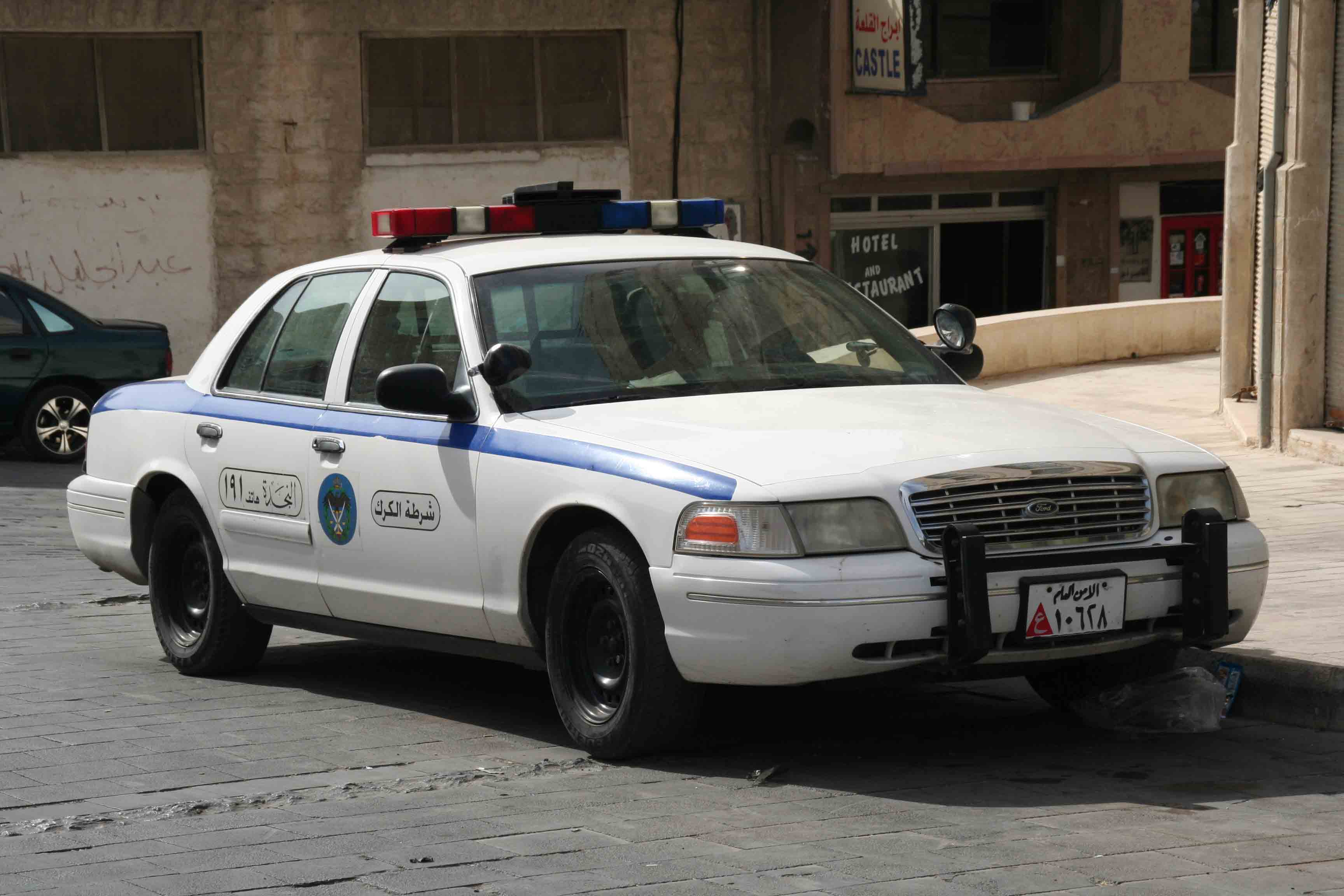
卡拉克市的警車
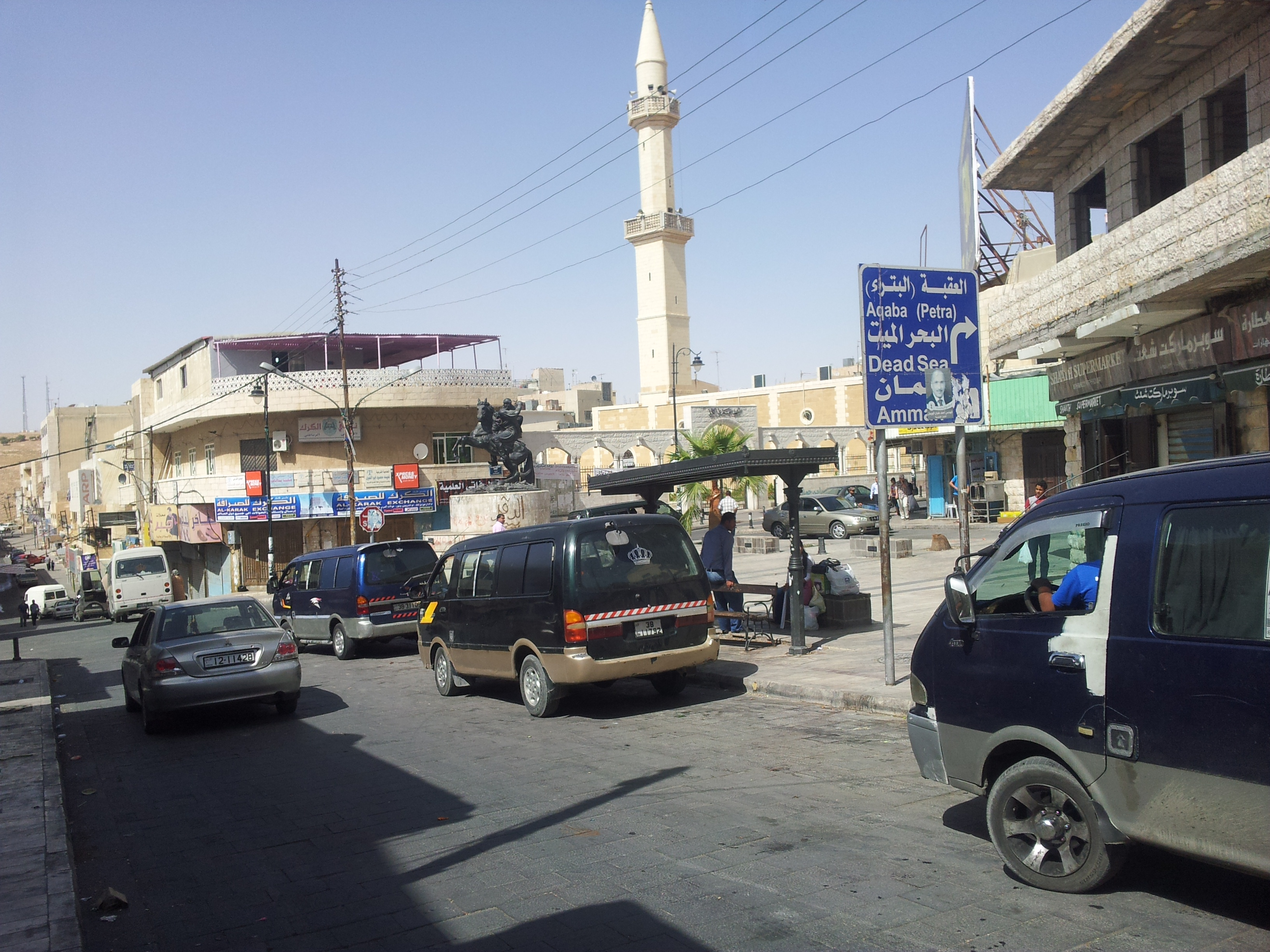
清真寺
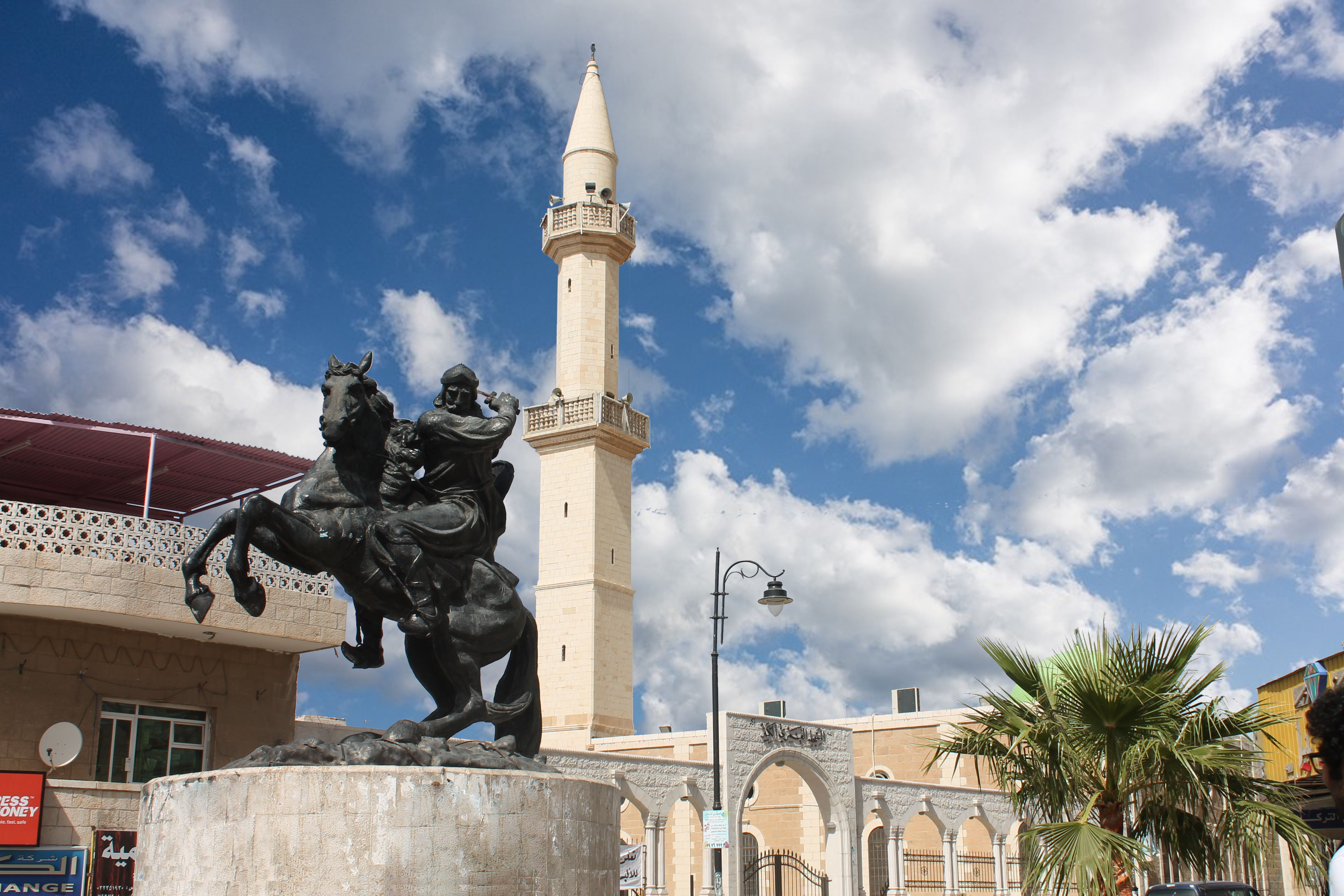
A statue of Saladin and mosque behind in the city center
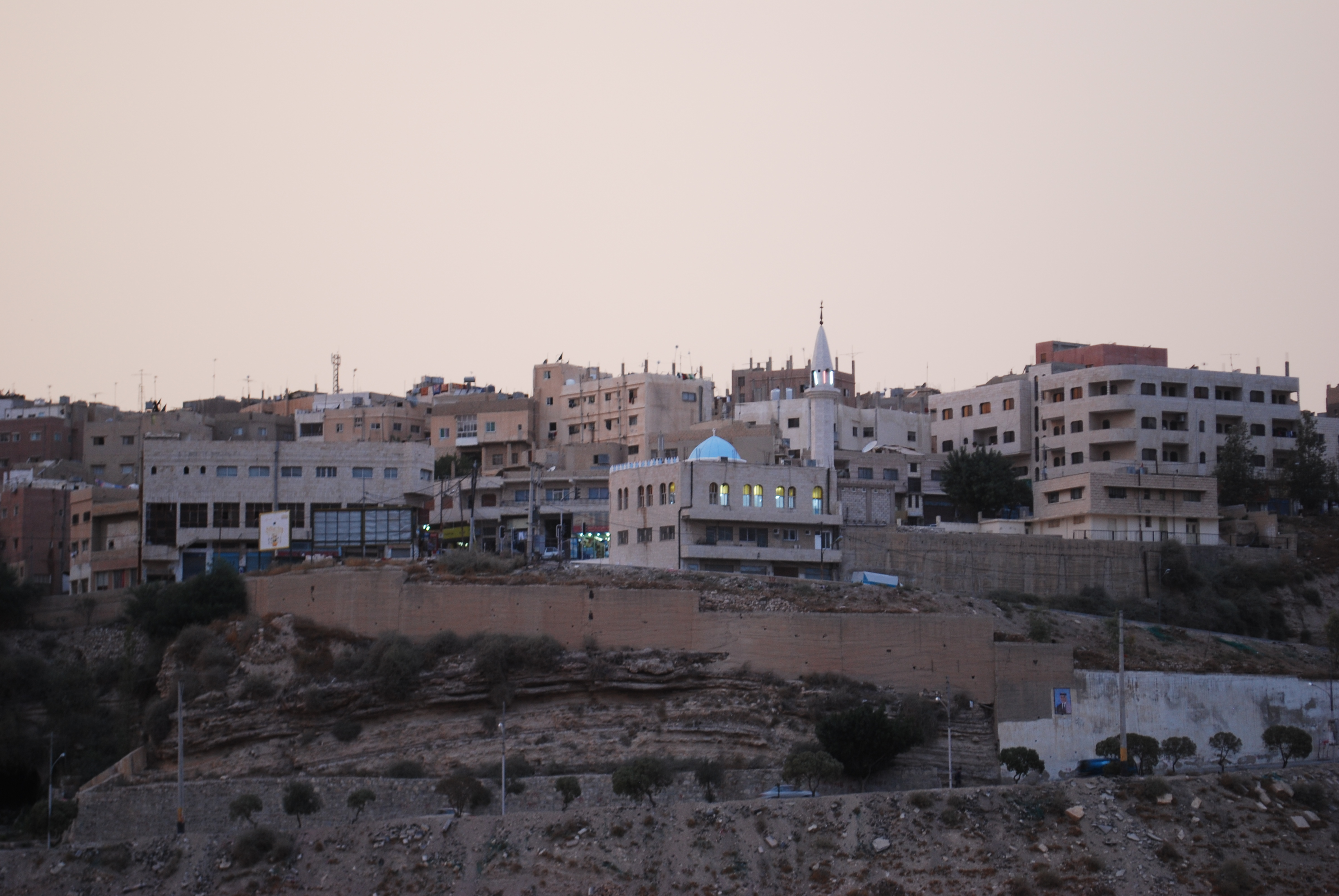
卡拉克市的遠景

## 外部連結
- 维基导游上有關Kerak的旅行指南
- Al Karak.net, A website dedicated to Karak （页面存档备份，存于）

31°11′N 35°42′E / 31.183°N 35.700°E